# 919 Ilsebill
Ilsebill (asteroide 919) é um asteroide da cintura principal com um diâmetro de 27,65 quilómetros, a 2,533364 UA. Possui uma excentricidade de 0,086162 e um período orbital de 1 685,92 dias (4,62 anos).
Ilsebill tem uma velocidade orbital média de 17,88869075 km/s e uma inclinação de 8,15051º.
Esse asteroide foi descoberto em 30 de Outubro de 1918 por Max Wolf.